# Balearització
La balearització és un terme utilitzat en tractats de turisme i sostenibilitat que fa referència a un model de desenvolupament urbanístic basat en la construcció desmesurada en primera línia de mar. La balearització defineix l'abús d'urbanització del litoral –per exemple, sobre la mateixa platja–, intensiva i desordenada per a l'ús turístic de masses. La gènesi i difusió del terme sembla haver obeït a la defensa de destinacions turístiques franceses, com ara la Costa Blava, front a l'emergent competència de les costes corsa i balear. Però també són innegables les implicacions socioambientals del fenomen: la degradació ambiental i paisatgística, l'especulació urbanística, la corrupció política-institucional o l'increment de la petjada ecològica.
Té el seu origen en el model de desenvolupament dut a terme a les Illes Balears (i en especial a l'illa de Mallorca) durant la dècada dels anys 60 i 70 del segle xx.